# Raúl Goni
Raúl Goni Bayo (Zaragoza, Aragón, España, 12 de octubre de 1988), deportivamente conocido como Goni,  es un exfutbolista español. Se desempeñaba como defensa central.

## Trayectoria
Comenzó a jugar al fútbol en el Montecarlo, equipo del barrio zaragozano de Torrero en el que permaneció cinco temporadas. Pasó una temporada por el Amistad para recalar finalmente en el Real Zaragoza, donde fue subcampeón de España cadete y campeón nacional juvenil ante el F. C. Barcelona. Cuándo aún pertenecía al equipo filial y ante la baja por sanción o lesión de los centrales titulares del primer equipo, debutó en primera división el 31 de octubre de 2007, en la décima jornada de liga, en el partido U. D. Almería 0 - Real Zaragoza 1.
Fue convocado varias veces por la selección nacional sub-21. Mientras disputaba un partido con la selección sub-21 en Cartagena frente a Polonia sufrió una rotura del ligamento cruzado, con lo cual se perdió el resto de la temporada 08-09 con el Real Zaragoza.
Ya en primera división, Goni volvió a los terrenos de juego en un partido de copa, frente al Málaga C. F., en el que volvió a hacer un gran partido, y volvió a la tituralidad de la mano de Marcelino.
En la temporada 2010-11 tras disputar pocos partidos, el Real Zaragoza decide cederlo al Real Madrid Castilla.
En la pretemporada 2011-12 tras no disputar ningún partido, el Real Zaragoza decide cederlo al Fútbol Club Cartagena, club de la Segunda División. Goni parte con el objetivo de coger experiencia en la categoría en un equipo configurado para el ascenso a Primera. El jugador comienza la liga de titular en la derrota de su equipo frente al Hércules C. F. en el Rico Pérez. Con el paso de las jornadas el objetivo del equipo se diluye y se pasa a luchar por la permanencia en la categoría y Goni por su parte goza de pocas oportunidades de demostrar su valía. En las últimas jornadas del campeonato goza de la titularidad y rinde a un nivel aceptable, siendo de los mejores en cuanto a rendimiento. A pesar de ello, el equipo desciende de categoría. Goni sería uno de los pocos jugadores que se salvarían de la debacle del equipo más caro en las dieciocho temporadas del fútbol cartagenero en Segunda división -quince Cartagena F. C. y tres F. C. Cartagena-.
Para la temporada 2012-13 y tras finalizar su cesión, se incorpora a la disciplina del Real Zaragoza.
En enero de 2013 el marcador central rescinde su contrato como jugador del Real Zaragoza y se vincula al C. E. Sabadell hasta junio de 2014. Una vez extinguido este acuerdo, el futbolista y el club aragonés se reservan la posibilidad de pactar la reincorporación en las filas albiazules. En la pretemporada 2013-14 se lesiona de gravedad rompiéndose los ligamentos de la rodilla obligando al Sabadell a realizar otra incorporación en su puesto ya que estaría ocho meses en el dique seco. 
El día 12 de diciembre de 2014 se anuncia oficialmente que, a partir de enero, Raúl Goni se reincorpora al filial zaragocista, en el que permanecerá hasta el final de temporada. En la siguiente campaña ficha por el C. D. Teruel de la Tercera División de España, retirándose finalmente en enero de 2017.
Actualmente es colaborador habitual de los programas futbolísticos de Aragón TV.

## Selección nacional
Fue internacional en categorías inferiores, con la Selección de fútbol sub-16 de España en 2006,  con la sub-19 en 2006 y con la sub-21 en 2009.

## Clubes
| Club                       | País   | Año       |
| -------------------------- | ------ | --------- |
| Real Zaragoza "B"          | España | 2007-2009 |
| Real Zaragoza              | España | 2007-2010 |
| Real Madrid Castilla C. F. | España | 2010-2011 |
| F. C. Cartagena            | España | 2011-2012 |
| Real Zaragoza              | España | 2012-2013 |
| C. E. Sabadell F. C.       | España | 2013-2014 |
| Real Zaragoza "B"          | España | 2015      |
| C. D. Teruel               | España | 2015-2016 |